# Dorf (Jachenau)
Dorf ist ein Gemeindeteil von Jachenau im oberbayerischen Landkreis Bad Tölz-Wolfratshausen. Der Ortsteil Dorf ist der Sitz der Gemeindeverwaltung (Dorf 7 1/3, 83676 Jachenau). Die Bezeichnung „Dorf“ wurde ca. 2010 aus postalischen Gründen geschaffen. In Jachenau werden die Namen der Ortsteile als Straßennamen genutzt. Das Zentrum um Kirche, Gemeindeverwaltung, Dorfladen und einige Gastbetriebe erhielt die Bezeichnung „Dorf“.
Zum Stand der Volkszählung am 25. Mai 1987 hatte der Ortsteil Dorf, damals verzeichnet als Ortsteil (Pfarrdorf) Jachenau und Sitz der gleichnamigen Gemeinde, 112 Einwohner in 26 Gebäuden mit Wohnraum bzw. 41 Wohnungen.

## Sehenswürdigkeiten
- Katholische Pfarrkirche St. Nikolaus
- Leonardi-Kapelle